# Amphinema rubrum
Amphinema rubrum is een hydroïdpoliep uit de familie Pandeidae. De poliep komt uit het geslacht Amphinema. Amphinema rubrum werd in 1957 voor het eerst wetenschappelijk beschreven door Kramp. 